# Единый день голосования 14 марта 2010 года

Карта региональных выборов 14 марта 2010 года.
Парламентские

В единый день голосования 14 марта 2010 года, согласно данным Центральной избирательной комиссии Российской Федерации, прошло 6075 выборных кампаний различного уровня, включая выборы глав 1907 муниципальных образований и законодательных собраний 8 субъектов федерации и 3477 муниципальных образований.

## Законодательные собрания субъектов федерации

#### Республика Алтай
Избирался 41 депутат пятого созыва Государственного собрания — Эл-Курултая Республики Алтай: 21 по партийным спискам и 20 по одномандатным округам. Явка составила 59,63 % от списочного состава избирателей.
|  | Партия                                       | Подано голосов (по спискам) | Доля голосов | Мандатов | Подано голосов (по округам) | Доля голосов | Мандатов | Всего мандатов |
|  | -------------------------------------------- | --------------------------- | ------------ | -------- | --------------------------- | ------------ | -------- | -------------- |
|  | Единая Россия                                | 38 345                      | 44,43 %      | 10       | 30 732                      | 37,20 %      | 13       | 23             |
|  | Самовыдвижение                               | -                           | -            | -        | 31 579                      | 38,22 %      | 7        | 7              |
|  | Коммунистическая партия Российской Федерации | 21 425                      | 24,83 %      | 5        | 7202                        | 8,72 %       | -        | 5              |
|  | Справедливая Россия                          | 14 254                      | 16,52 %      | 4        | 9130                        | 11,05 %      | -        | 4              |
|  | Либерально-демократическая партия России     | 9810                        | 11,37 %      | 2        | 3976                        | 4,81 %       | -        | 2              |
|  | Недействительные бюллетени                   | 2466                        | 1,76 %       | -        | 2493                        | 1,79 %       | -        | -              |

#### Хабаровский край
Избирались все 26 депутатов пятого созыва Законодательной Думы Хабаровского края: 13 по партийным спискам и 13 по одномандатным округам. Явка составила 39,10 % от списочного состава избирателей.
|  | Партия                                       | Подано голосов (по спискам) | Доля голосов | Мандатов | Подано голосов (по округам) | Доля голосов | Мандатов | Всего мандатов |
|  | -------------------------------------------- | --------------------------- | ------------ | -------- | --------------------------- | ------------ | -------- | -------------- |
|  | Единая Россия                                | 198 084                     | 47,93 %      | 6        | 140 069                     | 36,73 %      | 12       | 18             |
|  | Коммунистическая партия Российской Федерации | 78 239                      | 18,93 %      | 3        | 75 467                      | 19,79 %      | -        | 3              |
|  | Справедливая Россия                          | 63 857                      | 15,45 %      | 2        | 67 551                      | 17,71 %      | -        | 2              |
|  | Самовыдвижение                               | -                           | -            | -        | 53 485                      | 14,03 %      | 1        | 1              |
|  | Либерально-демократическая партия России     | 56 338                      | 13,63 %      | 2        | 44 771                      | 11,74 %      | -        | 2              |
|  | Недействительные бюллетени                   | 16 798                      | 1,69 %       | -        | 23 278                      | 2,34 %       | -        | -              |

#### Воронежская область
Избирались все 56 депутатов пятого созыва Воронежской областной думы: 28 по партийным спискам и 28 по одномандатным округам. Явка составила 56,44 % от списочного состава избирателей.
|                                                       | Партия                                       | Подано голосов (по спискам) | Доля голосов | Мандатов | Подано голосов (по округам) | Доля голосов | Мандатов | Всего мандатов |
| ----------------------------------------------------- | -------------------------------------------- | --------------------------- | ------------ | -------- | --------------------------- | ------------ | -------- | -------------- |
|                                                       | Единая Россия                                | 677 274                     | 62,55 %      | 20       | 665 567                     | 65,27 %      | 28       | 48             |
|                                                       | Коммунистическая партия Российской Федерации | 200 533                     | 18,52 %      | 5        | 132 040                     | 12,95 %      | -        | 5              |
|                                                       | Либерально-демократическая партия России     | 96 684                      | 8,93 %       | 2        | 83 309                      | 8,17 %       | -        | 2              |
| Заградительный барьер — 7 %                           |                                              |                             |              |          |                             |              |          |                |
|                                                       | Справедливая Россия                          | 68 428                      | 6,32 %       | 1        | 86 473                      | 8,48 %       | -        | 1              |
| Партии, набравшие от 5 % до 7 %, получают 1-2 мандата |                                              |                             |              |          |                             |              |          |                |
|                                                       | Самовыдвижение                               | -                           | -            | -        | 33 774                      | 3,31 %       | -        | -              |
|                                                       | Правое дело                                  | 11 461                      | 1,06 %       | -        | 18 531                      | 1,82 %       | -        | -              |
|                                                       | Недействительных бюллетеней                  | 28 437                      | 1,56 %       | -        | 51 970                      | 2,85 %       | -        | -              |

#### Калужская область
Все 40 депутатов пятого созыва Законодательного собрания Калужской области избирались по пропорциональной системе. Явка составила 41,15 % от списочного состава избирателей.
|                             | Единая Россия                                | 177 325 | 53,45 % | 22 |
|                             | Коммунистическая партия Российской Федерации | 70 224  | 21,17 % | 9  |
|                             | Либерально-демократическая партия России     | 39 584  | 11,93 % | 5  |
|                             | Справедливая Россия                          | 27 855  | 8,40 %  | 4  |
| Заградительный барьер — 7 % |                                              |         |         |    |
|                             | Патриоты России                              | 10 615  | 1,86 %  | -  |
|                             | Недействительных бюллетеней                  | 28 437  | 1,70 %  | -  |

#### Курганская область
Избирались все 34 депутата пятого созыва Курганской областной думы: 17 по партийным спискам и 17 по одномандатным округам. Явка составила 38,15 % от списочного состава избирателей. На этих выборах впервые в России была законодательно запрещена практика включения «паровозов» в партийные списки.
|  | Партия                                       | Подано голосов (по спискам) | Доля голосов | Мандатов | Подано голосов (по округам) | Доля голосов | Мандатов | Всего мандатов |
|  | -------------------------------------------- | --------------------------- | ------------ | -------- | --------------------------- | ------------ | -------- | -------------- |
|  | Единая Россия                                | 121 234                     | 41,23 %      | 8        | 145 383                     | 51,86 %      | 14       | 22             |
|  | Коммунистическая партия Российской Федерации | 74 143                      | 25,21 %      | 4        | 52 745                      | 18,81 %      | 1        | 5              |
|  | Справедливая Россия                          | 50 588                      | 17,20 %      | 3        | 44 908                      | 16,02 %      | 2        | 5              |
|  | Либерально-демократическая партия России     | 37 223                      | 12,66 %      | 2        | 28 396                      | 10,13 %      | -        | 2              |
|  | Самовыдвижение                               | -                           | -            | -        | 8907                        | 3,18 %       | -        | -              |
|  | Недействительные бюллетени                   | 10 869                      | 1,50 %       | -        | 11 364                      | 1,57 %       | -        | -              |

#### Рязанская область
Избирались все 36 депутатов пятого созыва Рязанской областной думы: 18 по партийным спискам и 18 по одномандатным округам. Явка составила 44,27 % от списочного состава избирателей.
|                             | Партия                                       | Подано голосов (по спискам) | Доля голосов | Мандатов | Подано голосов (по округам) | Доля голосов | Мандатов | Всего мандатов |
| --------------------------- | -------------------------------------------- | --------------------------- | ------------ | -------- | --------------------------- | ------------ | -------- | -------------- |
|                             | Единая Россия                                | 217 528                     | 50,58 %      | 10       | 211 815                     | 52,05 %      | 15       | 25             |
|                             | Либерально-демократическая партия России     | 80 182                      | 18,65 %      | 3        | 76 461                      | 18,79 %      | 2        | 5              |
|                             | Коммунистическая партия Российской Федерации | 81 733                      | 19,01 %      | 4        | 59 460                      | 14,61 %      | -        | 4              |
|                             | Справедливая Россия                          | 26 428                      | 6,15 %       | 1        | 42 296                      | 10,39 %      | 1        | 2              |
| Заградительный барьер — 5 % |                                              |                             |              |          |                             |              |          |                |
|                             | Самовыдвижение                               | -                           | -            | -        | 16 941                      | 4,16 %       | -        | -              |
|                             | Патриоты России                              | 5974                        | 1,39 %       | -        | -                           | -            | -        | -              |
|                             | Правое дело                                  | 5549                        | 1,29 %       | -        | -                           | -            | -        | -              |
|                             | Недействительных бюллетеней                  | 12 636                      | 1,42 %       | -        | 17 816                      | 2,01 %       | -        | -              |

#### Свердловская область
В порядке ротации по партийным спискам избирались 14 из 28 депутатов Областной думы Законодательного собрания Свердловской области. Явка составила 35,71 % от списочного состава избирателей.
|  | Партия                                       | Подано голосов | Доля голосов | Мандатов |
|  | -------------------------------------------- | -------------- | ------------ | -------- |
|  | Единая Россия                                | 496 627        | 39,79 %      | 6        |
|  | Коммунистическая партия Российской Федерации | 270 706        | 21,69 %      | 3        |
|  | Справедливая Россия                          | 240 899        | 19,30 %      | 3        |
|  | Либерально-демократическая партия России     | 210 719        | 16,88 %      | 2        |
|  | Недействительные бюллетени                   | 29 294         | 1,16 %       | -        |

#### Ямало-Ненецкий автономный округ
Избирались все 22 депутата пятого созыва Законодательного собрания Ямало-Ненецкого автономного округа: 11 по партийным спискам и 11 по одномандатным округам. Явка составила 51,38 % от списочного состава избирателей.
|                             | Партия                                       | Подано голосов (по спискам) | Доля голосов | Мандатов | Подано голосов (по округам) | Доля голосов | Мандатов | Всего мандатов |
| --------------------------- | -------------------------------------------- | --------------------------- | ------------ | -------- | --------------------------- | ------------ | -------- | -------------- |
|                             | Единая Россия                                | 116 994                     | 64,76 %      | 7        | 110 603                     | 65,22 %      | 11       | 18             |
|                             | Самовыдвижение                               | -                           | -            | -        | 21 884                      | 12,90 %      | -        | -              |
|                             | Либерально-демократическая партия России     | 24 119                      | 13,35 %      | 2        | 10 057                      | 5,93 %       | -        | 2              |
|                             | Коммунистическая партия Российской Федерации | 15 487                      | 8,57 %       | 1        | 8191                        | 4,83 %       | -        | 1              |
|                             | Справедливая Россия                          | 14 702                      | 8,14 %       | 1        | 18 860                      | 11,12 %      | -        | 1              |
| Заградительный барьер — 7 % |                                              |                             |              |          |                             |              |          |                |
|                             | Патриоты России                              | 4327                        | 2,40 %       | -        | -                           | -            | -        | -              |
|                             | Недействительные бюллетени                   | 5038                        | 1,46 %       | -        | 9438                        | 2,74 %       | -        | -              |

## Муниципальные образования

### Астрахань
Все 35 депутатов пятого созыва Городской Думы муниципального образования «Город Астрахань» избирались по одномандатным округам. Явка составила 29,20 % от списочного состава избирателей.
|  | Партия              | Подано голосов | Доля голосов | Мандатов |
|  | ------------------- | -------------- | ------------ | -------- |
|  | Единая Россия       | 57 457         | 51,69 %      | 24       |
|  | Самовыдвижение      | 23 406         | 21,06 %      | 8        |
|  | Справедливая Россия | 10 590         | 9,53 %       | 1        |
|  | КПРФ                | 7237           | 6,51 %       | 1        |
|  | ЛДПР                | 6665           | 6,00 %       | 1        |
|  | Яблоко              | 527            | 0,47 %       | -        |

### Воронеж
Все 36 депутатов Воронежской городской Думы избирались по двухмандатным округам.
Явка составила 37,58 % избирателей. Не действительными признаны 4,72 % бюллетеней.
|  | Партия              | Подано голосов | Доля голосов | Мандатов |
|  | ------------------- | -------------- | ------------ | -------- |
|  | Единая Россия       | 257 181        | 84,63 %      | 33       |
|  | КПРФ                | 67 646         | 22,26 %      | 1        |
|  | Справедливая Россия | 66 834         | 21,99 %      | 2        |
|  | Самовыдвижение      | 41 477         | 13,65 %      | -        |
|  | ЛДПР                | 21 259         | 7,00 %       | -        |
|  | Правое дело         | 10 359         | 3,41 %       | -        |

### Иваново
Избирались все 30 депутатов пятого созыва Ивановской городской думы: 15 по партийным спискам и 15 по одномандатным округам. Явка составила 29,16 % от списочного состава избирателей.
|  | Партия              | Подано голосов | Доля голосов | Мандатов | В округах | Всего мандатов |
|  | ------------------- | -------------- | ------------ | -------- | --------- | -------------- |
|  | Единая Россия       | 45 653         | 46,42 %      | 7        | 15        | 22             |
|  | КПРФ                | 18 977         | 19,30 %      | 3        | -         | 3              |
|  | Справедливая Россия | 17 261         | 17,55 %      | 3        | -         | 3              |
|  | ЛДПР                | 12 688         | 12,90 %      | 2        | -         | 2              |

### Иркутск
Избирался мэр г. Иркутск. Явка составила 33,50 % от списочного состава избирателей.
| От партии | Кандидат                        | Подано голосов | Доля голосов |
| --------- | ------------------------------- | -------------- | ------------ |
| КПРФ      | Кондрашов Виктор Иванович       | 92 210         | 62,32 %      |
| ЕР        | Серебренников Сергей Васильевич | 40 261         | 27,21 %      |
|           | Корякова Людмила Михайловна     | 5953           | 4,02 %       |
|           | Недействительные бюллетени      | 9538           | 2,18 %       |

### Краснодар
Избирался глава муниципального образования «Город Краснодар». Явка составила 38,43 % от списочного состава избирателей.
| От партии | Кандидат                     | Подано голосов | Доля голосов |
| --------- | ---------------------------- | -------------- | ------------ |
| ЕР        | Евланов Владимир Лазаревич   | 143 513        | 66,89 %      |
| КПРФ      | Чуев Иван Николаевич         | 53 418         | 24,90 %      |
| ЛДПР      | Захарычев Георгий Валерьевич | 12 611         | 5,88 %       |
|           | Скок Максим Александрович    | 4995           | 2,33 %       |
|           | Недействительные бюллетени   | 4915           | 0,88 %       |

### Липецк
Все 35 депутатов четвёртого созыва Липецкого городского Совета депутатов избирались по одномандатным округам. Явка составила 32,51 % от списочного состава избирателей.

### Новосибирск
Все 40 депутатов пятого созыва Совета депутатов города Новосибирска избирались по одномандатным округам. Явка составила 31,01 % от списочного состава избирателей.
|  | Партия              | Подано голосов | Доля голосов | Мандатов |
|  | ------------------- | -------------- | ------------ | -------- |
|  | Единая Россия       | -              | -            | 30       |
|  | КПРФ                | -              | -            | 6        |
|  | Самовыдвижение      | -              | -            | 3        |
|  | Справедливая Россия | -              | -            | 1        |
|  | ЛДПР                | -              | -            | -        |

### Омск
Избирался мэр г. Омск. Явка составила 40,43 % от списочного состава избирателей.
| От партии | Кандидат                   | Подано голосов | Доля голосов |
| --------- | -------------------------- | -------------- | ------------ |
| ЕР        | Шрейдер Виктор Филиппович  | 235 899        | 65,25 %      |
|           | Зуга Игорь Михайлович      | 80 346         | 22,22 %      |
| ЛДПР      | Зелинский Ян Викторович    | 23 117         | 6,39 %       |
|           | Скок Максим Александрович  | 10 503         | 2,90 %       |
|           | Недействительные бюллетени | 11 686         | 1,44 %       |

### Ростов-на-Дону
Избирался мэр г. Ростов-на-Дону. Явка составила 51,81 % от списочного состава избирателей
| От партии | Кандидат                      | Подано голосов | Доля голосов |
| --------- | ----------------------------- | -------------- | ------------ |
| ЕР        | Чернышев Михаил Анатольевич   | 296 660        | 74,17 %      |
| КПРФ      | Бессонов Евгений Иванович     | 77 505         | 19,38 %      |
| ЛДПР      | Тюрин Александр Борисович     | 13 157         | 3,29 %       |
|           | Семашко Валерий Александрович | 7990           | 1,99 %       |
|           | Недействительные бюллетени    | 4658           | 0,67 %       |

### Смоленск
Все 25 депутатов четвёртого созыва Смоленского городского Совета избирались по одномандатным округам. Явка составила 29,09 % от списочного состава избирателей.
|  | Партия         | Подано голосов | Доля голосов | Мандатов |
|  | -------------- | -------------- | ------------ | -------- |
|  | Единая Россия  | -              | -            | 16       |
|  | Самовыдвижение | -              | -            | 9        |
|  | КПРФ           | -              | -            | -        |
|  | ЛДПР           | -              | -            | -        |

### Тула
Все 35 депутатов четвёртого созыва Тульской городской Думы избирались по партийным спискам. Явка составила 50,51 % от списочного состава избирателей.
|  | Партия              | Подано голосов | Доля голосов | Мандатов |
|  | ------------------- | -------------- | ------------ | -------- |
|  | Единая Россия       | 94 631         | 45,03 %      | 16       |
|  | КПРФ                | 35 163         | 16,73 %      | 6        |
|  | Справедливая Россия | 34 220         | 16,28 %      | 6        |
|  | Яблоко              | 23 583         | 11,22 %      | 4        |
|  | ЛДПР                | 19 406         | 9,23 %       | 3        |

### Ульяновск

#### Глава муниципального образования «Город Ульяновск»
Явка составила 33,77 % от списочного состава избирателей.
| От партии | Кандидат                       | Подано голосов | Доля голосов |
| --------- | ------------------------------ | -------------- | ------------ |
| ЕР        | Пинков Александр Петрович      | 69 658         | 39,15 %      |
| КПРФ      | Куринный Алексей Владимирович  | 49 537         | 27,84 %      |
| СР        | Мисанец Захар Фёдорович        | 31 822         | 17,88 %      |
| ЛДПР      | Бударин Геннадий Александрович | 10 932         | 6,14 %       |
|           | Абасов Ильдар Кияметдинович    | 4656           | 2,62 %       |
|           | Шугалей Максим Анатольевич     | 1770           | 0,99 %       |
|           | Недействительные бюллетени     | 9573           | 1,87 %       |

#### Ульяновская городская Дума
Все 35 депутатов четвёртого созыва Ульяновской городской Думы избирались по одномандатным округам. Явка составила 33,77 % от списочного состава избирателей.
|  | Партия              | Подано голосов | Доля голосов | Мандатов |
|  | ------------------- | -------------- | ------------ | -------- |
|  | Единая Россия       | -              | -            | 31       |
|  | ЛДПР                | -              | -            | 2        |
|  | Справедливая Россия | -              | -            | 1        |
|  | Самовыдвижение      | -              | -            | 1        |
|  | КПРФ                | -              | -            | -        |
|  | Патриоты России     | -              | -            | -        |